# Stara Iwiczna
Stara Iwiczna (niem. Alt-Ilvesheim) – wieś sołecka w Polsce położona w województwie mazowieckim, w powiecie piaseczyńskim, w gminie Lesznowola.

## Historia
Wieś została założona pod nazwą Alt Ilvesheim w ramach akcji kolonizacyjnej, prowadzonej w l. 1801–1806 przez rząd pruski. W kolonii zamieszkali głównie osadnicy z południowo-zachodnich części Rzeszy Niemieckiej, tzw. Olędrzy. Nazwa wsi pochodziła prawdopodobnie od miejscowości Ilvesheim, położonej w dzisiejszej Badenii-Wirtembergii. Obecną nazwę nadał wsi w 1820 r. rząd Królestwa Polskiego. W 1867 r., w ramach reformy administracyjnej, utworzono urząd gminy w Starej Iwicznej. Był siedzibą gminy Nowo-Iwiczna.
Po wybuchu I wojny światowej Stara Iwiczna znalazła się na linii obrony Warszawy, której bronił 1 Syberyjski Korpus Armijny. 26 września 1914 r. jego pozycje zostały zaatakowane przez 17 Korpus dowodzony przez August von Mackensen. Następnego dnia Rosjanie cofnęli się z zajmowanych pozycji. Kontrofensywa rosyjska miała miejsce 5 października. W trakcie walk ucierpiały zabudowania wsi, uszkodzeniu uległ kościół w Starej Iwicznej, w którym kilkakrotnie przestrzelono ściany i wieżę. Niemcy powrócili na te tereny w sierpniu 1915 r. Stara Iwiczna została włączona do Cesarsko-Niemieckiego Generalnego Gubernatorstwa Warszawskiego.
Po odzyskaniu niepodległości w 1918 r. Stara Iwiczna znalazła się w powiecie warszawskim i w województwie warszawskim, nadal była siedzibą gminy. Teren gminy został zmniejszony w 1924 r., kiedy to wyłączono z jego obszaru uzdrowisko Skolimów-Chylice (zostało włączone do nowo powstałej gminy w Skolimów-Konstancin).
W czasie II wojny światowej Stara Iwiczna należała dystryktu warszawskiego w Generalnym Gubernatorstwie. Po zakończeniu walk przywrócono przedwojenny podział administracyjny. W 1951 r. urząd gminy w Starej Iwicznej spłonął, jego siedzibę przeniesiono do Chylic. W 1952 gmina Nowo-Iwiczna została rozwiązana. W latach 1975–1998 miejscowość administracyjnie należała do województwa warszawskiego. Z chwilą reaktywowania w Polsce powiatów w 1999 r. Stara Iwiczna została włączona do powiatu piaseczyńskiego.
Przez miejscowość przebiega droga wojewódzka nr 721.

## Zabytki
- Kościół pod wezwaniem Zesłania Ducha Świętego, siedziba parafii Zesłania Ducha Świętego. Gmina ewangelicka w 1843 r. zbudowała swój drewniany zbór. W 1857 r. w Starej Iwicznej została erygowana samodzielna parafia. Pod koniec XIX w. podjęto decyzję o budowie murowanego kościoła. Projekt świątyni został opracowany przez architekta Możdżeńskiego, lokalna społeczność  zebrała środki finansowe na jego budowę oraz dostarczyła cegłę i drewno. Budowę kościoła zakończono w 1893 r., świątynia została poświęcona w 1898 r. W czasie I wojny światowej budynek został lekko uszkodzony. Kolejne zniszczenia miały miejsce podczas II wojny światowej. Dzięki staraniom pastora Feliksa Teodora Gloeha i nielicznej społeczności ewangelickiej naprawiono świątynię. Jednak koszty jej utrzymania przekraczały możliwości ewangelików, dlatego też w 1979 r. świątynię zakupił kościół katolicki[12].
- Cmentarz z 1850 ze starymi nagrobkami.

## Galeria

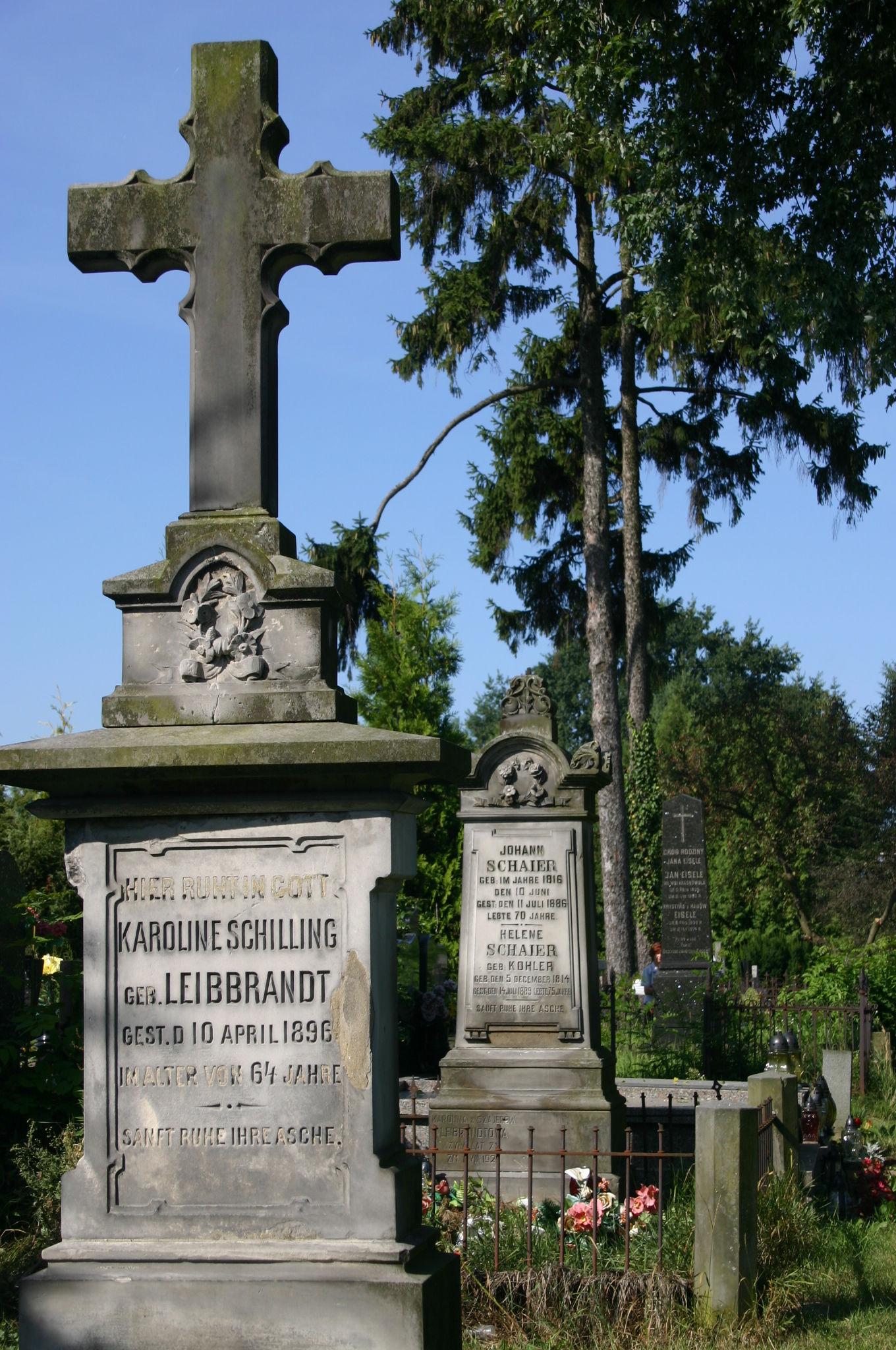
Widok cmentarza
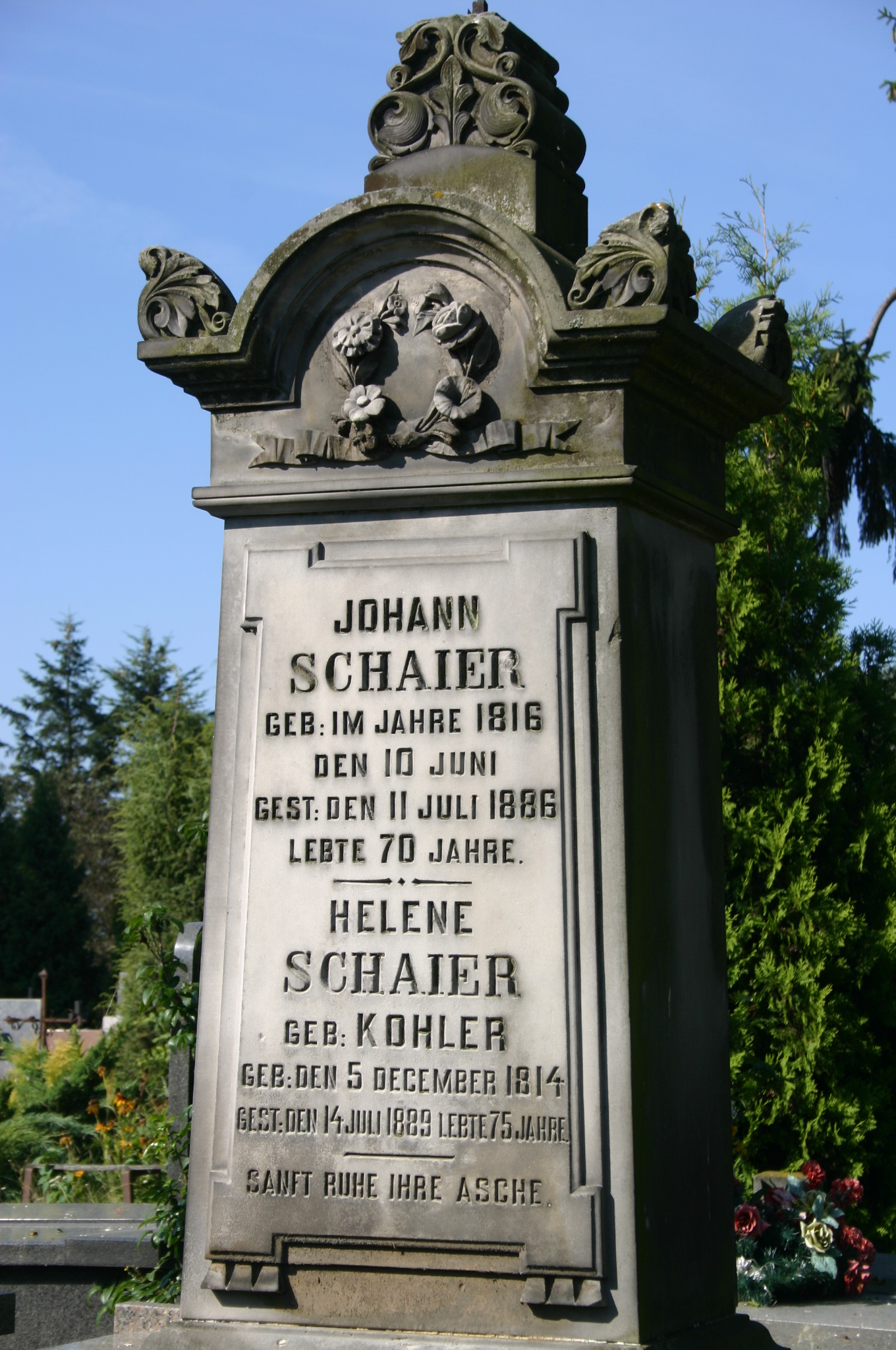
Jeden z nagrobków
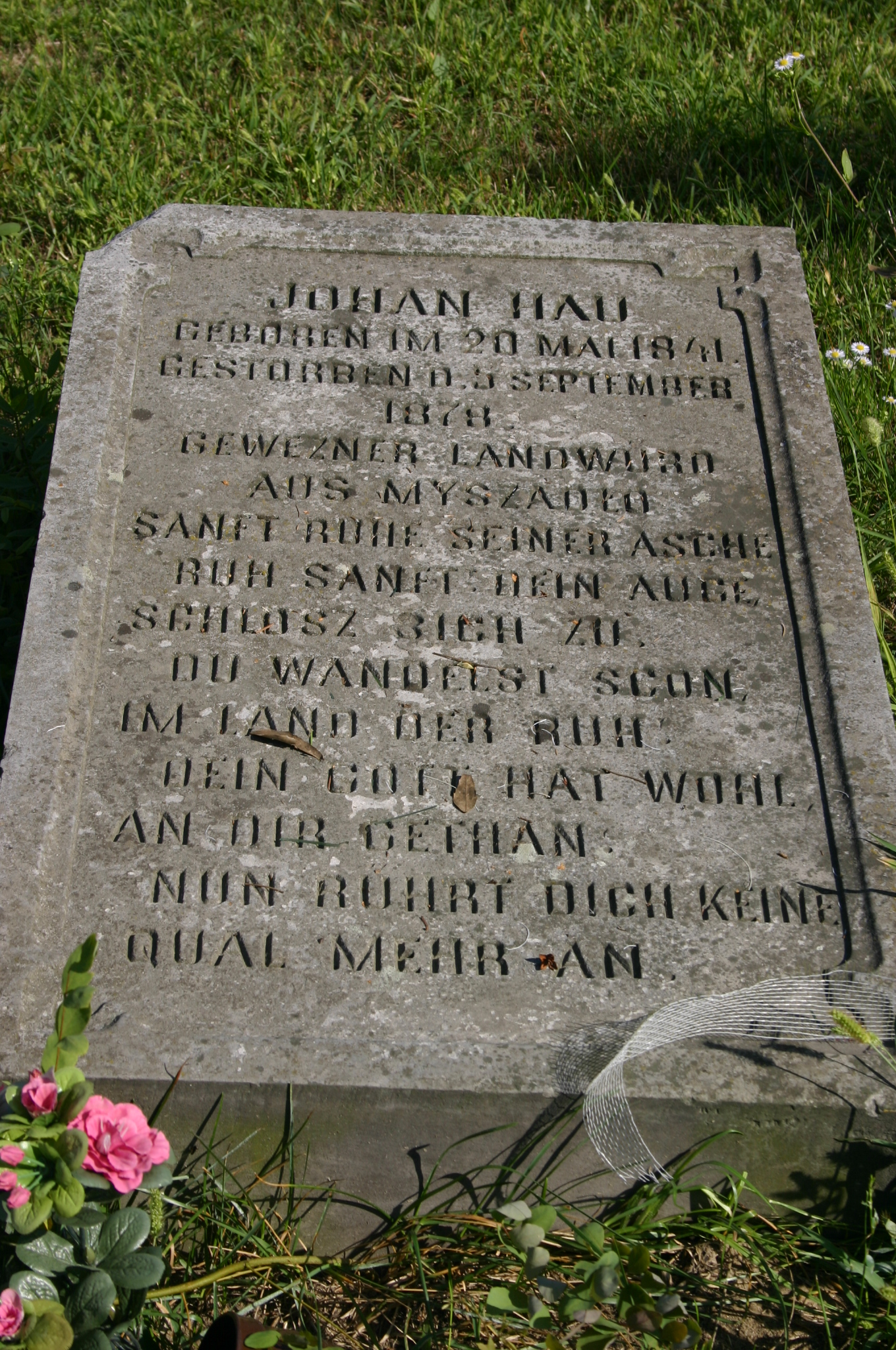
Nagrobek z 1878